# 高橋信也 (フードファイター)
高橋 信也（たかはし しんや、1977年6月9日 - ）は、日本の元プロフードファイター、タレント、実業家、マーケター。長野県小諸市出身。通称はマイケル高橋。

## 概要
主にテレビ東京系「TVチャンピオン」では「マイケル高橋（呼称：褐色の弾丸）」、TBS系フードバトルクラブでは「高橋信也（呼称：平成のビッグウェーブ）」という本名で出演。2003〜2005年をピークに活躍し、フードファイタームーブを牽引する。本職は会社員。引退後は引き続きマーケティングを中心とし、各ITベンチャー企業に勤務、2015年に起業する傍ら、YouTubeにて他のフードファイターや著名人のチャンネルにゲスト出演したり、TBS系列のバラエティ番組に出演。

## 経歴
- 2001年
  - 3月 -「フードバトルクラブ the 1nd」（TBS系列）準優勝。
  - 4月 -「TVチャンピオン 全国大食い選手権〜恐るべし!九州縦断ニューフェイス決戦」（テレビ東京系列）で決勝進出。
  - 4月 -関西テレビ「紳助の人間マンダラ」第4回大食い王選手権 全国名産お茶漬け対決 準優勝。
  - 6月 - 日本大食い協会主催の「第一回全日本大食い競技選手権」において100分間の大食い大会に参加。6位。
  - 7月 -世界早食い選手権に出場。2位。
  - 10月 -「フードバトルクラブ the 2nd」（TBS系列）準決勝進出。
- 2002年
  - 1月 -「フードバトルクラブ The King Of Masters」準決勝進出。
  - 4月 -「フードバトルクラブ The Speed」決勝進出。
  - 12月 -「富士急ハイランドQ-1グランプリ」優勝。

- 2008年
  - リンカーンスペシャル「回転寿司の皿の数を調べよう」に出演。

- 2016年
  - 5月3日放送のマツコの知らない世界GWスペシャルに出演。
  - 5月 -直撃！コロシアム！！ズバッと！TVに出演。

- 2017年
  - 6月 -水曜日のダウンタウン「お寿司の達人」第4弾に出演。

- 2023年
  - 7月-TBS特番まさかの一丁目一番地に出演。

## その他出演
■イベント
- 2003年  3月-グランドチャンピオン大会 阿蘇酪農パーク コメンテーター出演

- 2004年  7月 -小林尊NY凱旋トークライブ　ゲスト出演

■雑誌
- 週刊女性・HERO VISION・SPA・アサヒ芸能・週刊プレイボーイ・Yahoo Internet Guide等

■CM
NEC携帯電話N701iプロモーションCM出演

## エピソード
普段は全く食べない。MAXの胃の容量8kg。早食い早飲みを得意とする。離婚経験あり。

## ビジネス活動
- 検索エンジン企業（セールスマネージャー）
- 株式会社サイバーエージェント（国内アプリマーケ統括）
- 株式会社Cygames（PR・広報・宣伝責任者）
- 株式会社バンク・オブ・イノベーション（執行役員）
- ナイル株式会社（マーケティング責任者）
- ベルフェイス株式会社（マーケティング部門 ジェネラルマネージャー｜ブランド戦略・PRマネージャー）
- 株式会社GHOST （PR アドバイザー）
- 株式会社オープンエイト（マーケティング部 部長）
- 株式会社ナルリノ（代表取締役社長 CEO）